# ブルゴス (イタリア)
ブルゴス（イタリア語: Burgos）は、イタリア共和国サルデーニャ自治州サッサリ県にある、人口約900人の基礎自治体（コムーネ）。

## 地理

### 位置・広がり

#### 隣接コムーネ
隣接するコムーネは以下の通り。
- ボッティッダ
- エスポルラートゥ
- イッロラーイ